# Yuli Novak
Yuli Novak (Tel Aviv, 12 mei 1982) is een van de belangrijkste Israelische mensenrechtenactivisten. Van 2012 tot 2017 was ze uitvoerend directeur van Breaking the Silence ('Verbreek het stilzwijgen'), een organisatie die misdaden van het Israelische leger (IDF) documenteert. Sinds 2023 leidt ze B'Tselem ('Evenbeeld'), een organisatie die hetzelfde doet met mensenrechtenschendingen in de Palestijnse gebieden.
Yuli Novak stamt uit een vooraanstaand zionistisch milieu. Haar moeder, Dorit Novak, is legerofficier en algemeen directeur van Yad Vashem, het documentatiecentrum van de Holocaust. Zelf voltooide ze, na een diensttijd van vijf jaar, een rechtenstudie. Haar NGO-werk is in Israel zeer controversieel. In 2022 moest ze het land ontvluchten nadat ze met de dood was bedreigd en door sommige Israelische politici voor landverraadster was uitgemaakt. Ze deed verslag van haar ervaringen in Mi at bichlal ('Wie denk je wel dat je bent'; Yedioth Books 2022), dat nog wacht op een Engelse vertaling. Bij haar aantreden als nieuwe directeur van B'Tselem karakteriseerde ze Israël als een onderdrukkende apartheidsstaat, die, zoals ze in 2025 betoogde, in Gaza na een jarenlange aanloop is overgegaan tot genocide op de Palestijnen.

## Verwijzingen
1. ↑  Davis 2022
2. ↑  Burg 2022
3. ↑  Novak 2023
4. ↑  Novak 2025

## Publicaties
- Burg, Avraham, "Cries of a Beloved Country". (Review of Mi at bichlal). The Tel Aviv Review of Books (Summer 2022). https://www.tarb.co.il/cries-of-a-beloved-country/
- Davis, Michael, "‘Who do you think you are?’ How the Israeli system turned against Yuli Novak." https://mondoweiss.net/2022/01-23. Mondoweiss (2022-01-23). Retrieved 2024-08-06.
- Landsmann, Carolina, "How the Zionist Left Lost Its Coolest Warrior". Haaretz.com. (2022-04-07). Retrieved 2024-08-06.
- Littman, Shany, "Labeled a Traitor, She Fled Israel. Now She Wants to Deconstruct Zionism". Haaretz.com. (2022-01-28). Retrieved 2024-08-06.
- Novak, Yuli, "As of today I'am working for B'Tselem". https://www.btselem.org/node/215035 (2023)
- Novak, Yuli, "I lead a top Israeli human rights group. Our country is committing genocide". https://www.theguardian.com/commentisfree/2025/jul/30/israeli-human-rights-group-genocide
- Shamir, Jonathan, "Israeli Human Rights Group B'Tselem Unveils Yuli Novak as New Director". Haaretz.com. (2023-06-26). Retrieved 2024-08-06.